# El legendario escultor de luz lunar
El Legendario Moonlight el escultor es una novela ligera coreana  por  Heesung Nam (남희성), publicada en formato Webnovela . Actualmente, la serie tiene 51 volúmenes .  Una novela ligera extremadamente popular en Corea del Sur. El autor confirmó el Volumen 52 será publicado durante 2018

## Sinopsis
El personaje principal de la historia es Lee Hyun, un joven muy trabajador que adolece una vida de pobreza.  Forzado a trabajar durante su niñez y adolescencia para proporcionar sustento a su abuela y hermana menor, desarrollo como principal característica su tenacidad, la cual se refleja también en su participación del popular juego MMORPG, Continente de Magia. En este juego, bajo el alias Weed, obtiene el reconocimiento absoluto como el mejor jugador, pero al llegar a la edad adulta en la cual se puede unir al mercado laboral decide vender su personaje en una subasta en línea, obteniendo un monto de 3 millones de dólares. Pero pierde casi todo este dinero cuando debe enfrentar el pago de una deuda obtenida por sus difuntos padres y sus intereses a unos prestamistas. Esto desenvoca en su decisión de obtener dinero del juego VR-MMORPG, Royal Road, recientemente activo y que posee la tecnología de simulación de realidad más avanzada del planeta.

### Personajes
- Lee Hyun:  se une el recientemente liberado VR-MMORPG, Royal Road, para ganar dinero y obtener suficiente para ayudar su abuela enferma y enviar a su hermana más joven a la universidad. Su apodo dentro del juego es Weed.

- Lee Hyeon/Hayan: es la hermana menor  de Lee Hyun, al inicio se encuentra cursando la secundaria, es una joven atractiva e inteligente, luego al entrar a la universidad, también decide integrarse al juego Royal Road.

- Yoo Byung Jun: El creador y cerebro detrás del tecnológicamente avanzado juego VR-MMORPG, Royal Road.

## Impacto
La serie ha vendido más de un millón de libros en el mercado surcoreano con un estimado 3.5 millones de lectores, y ha mantenido sus ventas en los primeros sitios de venta de eBook.